# Свечковка (Полтавская область)
Свечковка (укр. Свічківка) — село,
Ореховский сельский совет,
Лубенский район,
Полтавская область,
Украина.
Код КОАТУУ — 5322885306. Население по переписи 2001 года составляло 32 человека.

## Географическое положение
Село Свечковка находится между сёлами Матяшовка и Стадня (1 км).
По селу протекает пересыхающий ручей с запрудой.